# Prix Jacques-Prévert du scénario
Le prix Jacques-Prévert du scénario est une récompense cinématographique française créée en 2007 par la Guilde française des scénaristes (ex-Union Guilde des Scénaristes), la plus grande association de scénaristes français. 
Le prix récompense le meilleur scénario, par un jury composé de scénaristes, parmi les films français sortit dans l'année. La récompense porte le nom de Jacques Prévert qui, en plus de ses activités de poète, aura écrit des dizaines de scénarios pour des films devenus « culte ». La remise du prix a lieu le 4 février, la date de son anniversaire (sauf certaines années où le prix fut remis pendant le Festival de Cannes).
Le trophée est une copie en fac-similé d'un télégramme de Prévert qu'il envoya à son éditeur René Bertelé lui reprochant de le faire participer à un prix contre son gré, : « Bonjour serai Paris Mardi mais suis désagréablement surpris que vous ayiez sans me prévenir envoyé lettre retape catalogue prospectus pour prix critique dont je me contrefous suis pas du tout d'accord la poésie n'a pas de prix même la mienne compte sur votre obligeance pour faire nécessaire à ce sujet suis seulement candidat pour Prix Nobel en qualité vulgarisateur poudre d'escampette amicalement tout de même et à bientôt Jacques Prévert ». 
La récompense se divise en deux catégories : scénario original et adaptation, décerné par un jury de scénariste, renouvelé annuellement, qui choisit parmi les films présélectionnés par la Guilde des Scénaristes.

## Palmarès
L'année indiquée est celle de la remise du prix, tous les films nommés sont sortis l'année précédente. Les lauréats sont en gras.

### Années 2000
2007
- Scénario original : Jean-Philippe – Christophe Turpin
- Adaptation : OSS 117 : Le Caire, nid d'espions – Jean-François Halin d'après les romans OSS 117 de Jean Bruce

2008
- Scénario original : 2 days in Paris – Julie Delpy
  - Molière – Grégoire Vigneron et Laurent Tirard
  - La Môme – Olivier Dahan
  - L'Ennemi intime – Patrick Rotman et Florent Emilio Siri
  - La Graine et le Mulet – Abdellatif Kechiche

- Adaptation : Le Scaphandre et le Papillon – Ronald Harwood d'après le roman homonyme de Jean-Dominique Bauby
  - Persepolis – Marjane Satrapi et Vincent Paronnaud d'après la bande dessinée homonyme de Marjane Satrapi
  - Darling – Christine Carrière et Pascal Arnold d'après le roman homonyme de Jean Teulé
  - Un secret – Nathalie Carter et Claude Miller d'après le roman homonyme de Philippe Grimbert
  - La Question humaine – Elisabeth Perceval d'après le roman homonyme de François Emmanuel

- Coup de cœur 
  - Anna M. – Michel Spinosa
  - La Tête de maman – Michel Leclerc et Carine Tardieu

2009
- Scénario original : Louise-Michel – Benoît Delépine et Gustave Kervern
  - Il y a longtemps que je t'aime – Philippe Claudel
  - Julia – Éric Zonca et Aude Py
  - Le Premier Jour du reste de ta vie – Rémi Bezançon
  - Séraphine – Marc Abdelnour et Martin Provost

- Adaptation : Un cœur simple – Marion Laine d'après la nouvelle homonyme incluse dans Trois contes de Gustave Flaubert
  - Deux jours à tuer – Éric Assous et Jean Becker d'après le roman homonyme de François d'Épenoux
  - Entre les murs – Laurent Cantet, François Bégaudeau et Robin Campillo d'après le roman homonyme de François Bégaudeau
  - La Belle Personne – Gilles Taurand et Christophe Honoré d'après le roman La Princesse de Clèves de Madame de La Fayette
  - L'instinct de mort – Abdel Raouf Dafri et Jean-François Richet d'après l'autobiographie homonyme de Jacques Mesrine

### Années 2010
2010,
- Scénario original : Welcome – Philippe Lioret, Emmanuel Courcol et Olivier Adam
  - L'Armée du crime – Robert Guédiguian, Gilles Taurand et Serge Le Péron
  - Le Concert – Matthew Robbins, Radu Mihaileanu et Alain-Michel Blanc sur une idée d'Héctor Cabello Reyes et Thierry Degrandi
  - La Journée de la jupe – Jean-Paul Lilienfeld
  - Un prophète – Jacques Audiard, Abdel Raouf Dafri, Nicolas Peufaillit et Thomas Bidegain

- Adaptation : Les Beaux Gosses – Riad Sattouf et Marc Syrigas d'après la bande dessinée La Vie secrète des jeunes de Riad Sattouf
  - L'Affaire Farewell – Éric Raynaud et Christian Carion d'après le documentaire Bonjour Farewell de Sergueï Kostine
  - Dans la brume électrique – Mary Olson et Jerzy Kromolowski d'après le roman Dans la brume électrique avec les morts confédérés de James Lee Burke
  - Mademoiselle Chambon – Stéphane Brizé et Florence Vignon d'après le roman homonyme de Éric Holder
  - Le Petit Nicolas – Laurent Tirard, Grégoire Vigneron et Alain Chabat d'après les histoires homonymes de Jean-Jacques Sempé et René Goscinny

2011 : Non remis
2012
- Scénario original : Tomboy – Céline Sciamma
- Adaptation : Le Chat du rabbin – Sandrina Jardel et Joann Sfar d'après la bande-dessinée homonyme de Joann Sfar

2013 : Non remis
2014,
- Scénario original : Le Passé – Asghar Farhadi, adapté par Massoumeh Lahidji
  - 9 mois ferme – Albert Dupontel
  - L'Inconnu du lac  – Alain Guiraudie
  - Queen of Montreuil – Solveig Anspach et Jean-Luc Gaget
  - Un château en Italie – Valeria Bruni Tedeschi, Agnès de Sacy et Noémie Lvovsky

- Adaptation : Quai d'Orsay – Bertrand Tavernier, Christophe Blain et Antonin Baudry d'après la bande-dessinée homonyme de Christophe Blain et Abel Lanzac
  - La Vie d'Adèle : Chapitres 1 et 2 – Abdellatif Kechiche et Ghalya Lacroix d'après la bande dessinée Le bleu est une couleur chaude de Jul' Maroh
  - Les Garçons et Guillaume, à table ! – Guillaume Gallienne d'après la pièce de théâtre homonyme de Guillaume Gallienne

2015,
- Scénario original : Party Girl – Marie Amachoukeli, Claire Burger et Samuel Theis
  - Bande de filles – Céline Sciamma
  - Les Combattants – Thomas Cailley et Claude Le Pape
  - Eastern Boys – Robin Campillo
  - Hippocrate – Thomas Lilti, Julien Lilti, Baya Kasmi et Pierre Chosson

- Adaptation : Une nouvelle amie – François Ozon d'après la nouvelle Une Amie qui vous veut du bien de Ruth Rendell
  - Astérix : Le Domaine des dieux – Alexandre Astier avec la collaboration de Jean-Rémi François et Philip LaZebnik d'après la bande dessinée homonyme de René Goscinny et Albert Uderzo
  - Lulu femme nue – Solveig Anspach et Jean-Luc Gaget d'après la bande dessinée homonyme de Etienne Davodeau
  - Vie sauvage – Nathalie Najem et Cédric Kahn d'après la biographie Hors système de Laurence Vidal, Okwari Fortin, Shahi'Yena Fortin et Xavier Fortin

2016,
- Scénario original : Trois souvenirs de ma jeunesse – Arnaud Desplechin et Julie Peyr
  - Mention spéciale : Avril et le Monde truqué – Franck Ekinci et Benjamin Legrand
    - Adama – Julien Lilti et Simon Rouby avec la collaboration de Bénédicte Galup
    - Comme un avion – Bruno Podalydès
    - La Loi du marché – Stéphane Brizé et Olivier Gorce
    - La Tête haute – Emmanuelle Bercot et Marcia Romano

- Adaptation : L'Affaire SK1 – Frédéric Tellier et David Oelhoffen d'après l'essai Guy Georges. La Traque de Patricia Tourancheau
  - Asphalte – Samuel Benchetrit et Gabor Rassov d'après les romans Les Chroniques de l'asphalte de Samuel Benchetrit
  - Fatima – Philippe Faucon d'après les romans Prière à la lune et Enfin, je peux marcher seule de Fatima Elayoubi

## Jury
Le jury choisit les lauréats parmi les films sélectionnés par la guilde.
- 2007 : Présidé par Vincent Perez et composé de Éric Assous, Gérard Bitton, Louis Gardel, Randa Haines, Guillaume Laurant, Michel Munz, Jean-Pierre Ronssin et Jérôme Soubeyrand

- 2008 : Présidé par Danièle Thompson et composé de Pascal Kané, Olivier Lorelle, Lorraine Lévy, Juliette Sales, Jérôme Soubeyrand, Gilles Taurand, Anne-Louise Trividic, Pierre Uytterhoeven et Philippe Vuaillat

- 2009 : Présidé par Tonie Marshall et composé de Gilles Adrien, Santiago Amigorena, Olivier Dague, Jean-François Goyet, Bernard Jeanjean, Olivier Lorelle, Gladys Marciano, Emmanuelle Sardou et Florence Vignon.

- 2010 : Présidé par Jean Cosmos et composé de Natalie Carter, Laurent Chouchan, Benoit Delépine, Laurence Ferreira Barbosa, Olivier Gorce, Marion Laine, Benoît Graffin, Jérôme Soubeyrand et Marjane Satrapi

- 2012 : Présidé par Pascal Bonitzer et composé de Agnès de Sacy, Claire Lemaréchal, Jean-Marie Duprez, Lise Macheboeuf et Juliette Sales

- 2014 : Présidé par Laurent Tirard et Grégoire Vigneron et composé de Nelly Alard, Emmanuel Courcol, Guillaume Lemans, Raphaële Moussafir et Fabien Suarez

- 2015 : Présidé par Guillaume Laurant et composé de Jacques Akchoti, Jamal Belmahi, Romain Compingt, Manon Dillys, Nadia Lakhdar et Gladys Marciano

- 2016 : Présidé par Éric Toledano et Olivier Nakache et composé de Agnès de Sacy, Nadine Lamari, Hélène Le Gal, Claude Le Pape et Jimmy Laporal-Trésor